# Саммит G-20 в Анталье (2015)
Турецкий саммит G-20, 10-й саммит лидеров стран «Группы 20», который прошёл 15—16 ноября 2015 года в турецком городе Анталья.

### Участники саммита G20
| Большая индустриальная двадцатка Страна-хозяйка и лидер выделены жирным шрифтом. | Большая индустриальная двадцатка Страна-хозяйка и лидер выделены жирным шрифтом. | Представитель                  | Должность                            |
| -------------------------------------------------------------------------------- | -------------------------------------------------------------------------------- | ------------------------------ | ------------------------------------ |
| Австралия                                                                        | Австралия                                                                        | Малкольм Тернбулл              | Премьер-министр Австралии            |
| Аргентина                                                                        | Аргентина                                                                        | Кристина Фернандес де Киршнер  | Президент Аргентины                  |
| Бразилия                                                                         | Бразилия                                                                         | Дилма Русеф                    | Президент Бразилии                   |
| Великобритания                                                                   | Великобритания                                                                   | Дэвид Кэмерон                  | Премьер-министр Великобритании       |
| Германия                                                                         | Германия                                                                         | Ангела Меркель                 | Федеральный канцлер Германии         |
| Индия                                                                            | Индия                                                                            | Нарендра Моди                  | Премьер-министр Индии                |
| Индонезия                                                                        | Индонезия                                                                        | Джоко Видодо                   | Президент Индонезии                  |
| Италия                                                                           | Италия                                                                           | Маттео Ренци                   | Председатель совета министров Италии |
| Канада                                                                           | Канада                                                                           | Джастин Трюдо                  | Премьер-министр Канады               |
| Китай                                                                            | КНР                                                                              | Си Цзиньпин                    | Председатель КНР                     |
| Мексика                                                                          | Мексика                                                                          | Энрике Пенья Ньето             | Президент Мексики                    |
| Россия                                                                           | Россия                                                                           | Владимир Путин                 | Президент России                     |
| Саудовская Аравия                                                                | Саудовская Аравия                                                                | Салман ибн Абдул-Азиз Аль Сауд | Король Саудовской Аравии             |
| Соединённые Штаты Америки                                                        | США                                                                              | Барак Обама                    | Президент США                        |
| Турция                                                                           | Турция                                                                           | Реджеп Тайип Эрдоган           | Президент Турции                     |
| Франция                                                                          | Франция                                                                          | Лоран Фабиус                   | Министр иностранных дел Франции      |
| Южно-Африканская Республика                                                      | ЮАР                                                                              | Джейкоб Зума                   | Президент ЮАР                        |
| Республика Корея                                                                 | Южная Корея                                                                      | Пак Кын Хе                     | Президент Южной Кореи                |
| Япония                                                                           | Япония                                                                           | Синдзо Абэ                     | Премьер-министр Японии               |
| Европейский союз                                                                 | Европейская комиссия                                                             | Жан-Клод Юнкер                 | Председатель Европейской комиссии    |
| Европейский союз                                                                 | Европейский совет                                                                | Дональд Туск                   | Председатель Европейского совета     |

### Приглашённые государства
| Страна      | Страна      | Представитель    | Должность                            |
| ----------- | ----------- | ---------------- | ------------------------------------ |
| Азербайджан | Азербайджан | Ильхам Алиев     | Президент Азербайджанской Республики |
| Зимбабве    | Зимбабве    | Роберт Мугабе    | Президент Республики Зимбабве        |
| Испания     | Испания     | Мариано Рахой    | Председатель правительства Испании   |
| Малайзия    | Малайзия    | Наджиб Тун Разак | Премьер-министр Малайзии             |
| Сенегал     | Сенегал     | Маки Саль        | Президент Республики Сенегал         |
| Сингапур    | Сингапур    | Ли Сяньлун       | Премьер-министр Сингапура            |